# Guémené-sur-Scorff
Guémené-sur-Scorff (bretonisch: Ar Gemene) ist eine französische Gemeinde mit 1136 Einwohnern (Stand 1. Januar 2022) im Département Morbihan in der Region Bretagne. Sie gehört zum Gemeindeverband Roi Morvan Communauté.

## Geographie
Guémené-sur-Scorff liegt im Nordwesten des Départements Morbihan gehört zum Pays du Roi Morvan.
Nachbargemeinden sind Locmalo im Norden, Osten und Süden sowie Ploërdut im Westen.
Der Ort selber ist Kreuzungspunkt verschiedener Straßen. Die wichtigsten dieser Straßenverbindungen sind die D782 (von Rosporden nach Pontivy), die D1 (von NW nach SO) und die D3 (von N nach S). Die Nationalstraßen 24 und 164 sind weit weg von Guémené-sur-Scorff.
Das bedeutendste Gewässer ist der Fluss Scorff. Teilweise bildet dieser auch die Gemeindegrenze.
Durch den Ort führte eine Bahnstrecke der Chemins de fer du Morbihan.

## Bevölkerungsentwicklung
| Jahr      | 1962 | 1968 | 1975 | 1982 | 1990 | 1999 | 2006 | 2019 |
| Einwohner | 1743 | 1831 | 1693 | 1555 | 1332 | 1205 | 1235 | 1060 |

## Geschichte
Die Gemeinde gehört historisch zur bretonischen Region Bro Gwened (frz. Vannetais) und innerhalb dieser Region zum Gebiet Bro Bourlet (frz. Pays Pourlet) und teilt dessen Geschichte. Guémené-sur-Scorff ist seit 1793 Hauptort des gleichnamigen Kantons.

## Sehenswürdigkeiten
(Quelle: )
- Ruinen des Château der Princes de Guéméné
- prähistorische Quelle (französisch fontaine préhistorique de Kermore)  östlich des Ortes: von der Straße D 782 von Guémené-sur-Scorff nach Pontivy nach zehn Kilometern abzweigend nach Kermore
- Kirche Notre-Dame-de-la-Fosse aus dem 19. Jahrhundert (mit Brunnen aus dem 18. Jahrhundert)
- Friedhof (seit 1791)
- mehrere sehenswerte Häuser: in der Rue Mazé (5. Jahrhundert), Le Cunff (18. Jahrhundert) und das Maison du Sénéchal (ebenfalls 18. Jahrhundert)
- neues Schloss, in dem jetzt das Rathaus untergebracht ist
- Teile der Stadtbefestigung

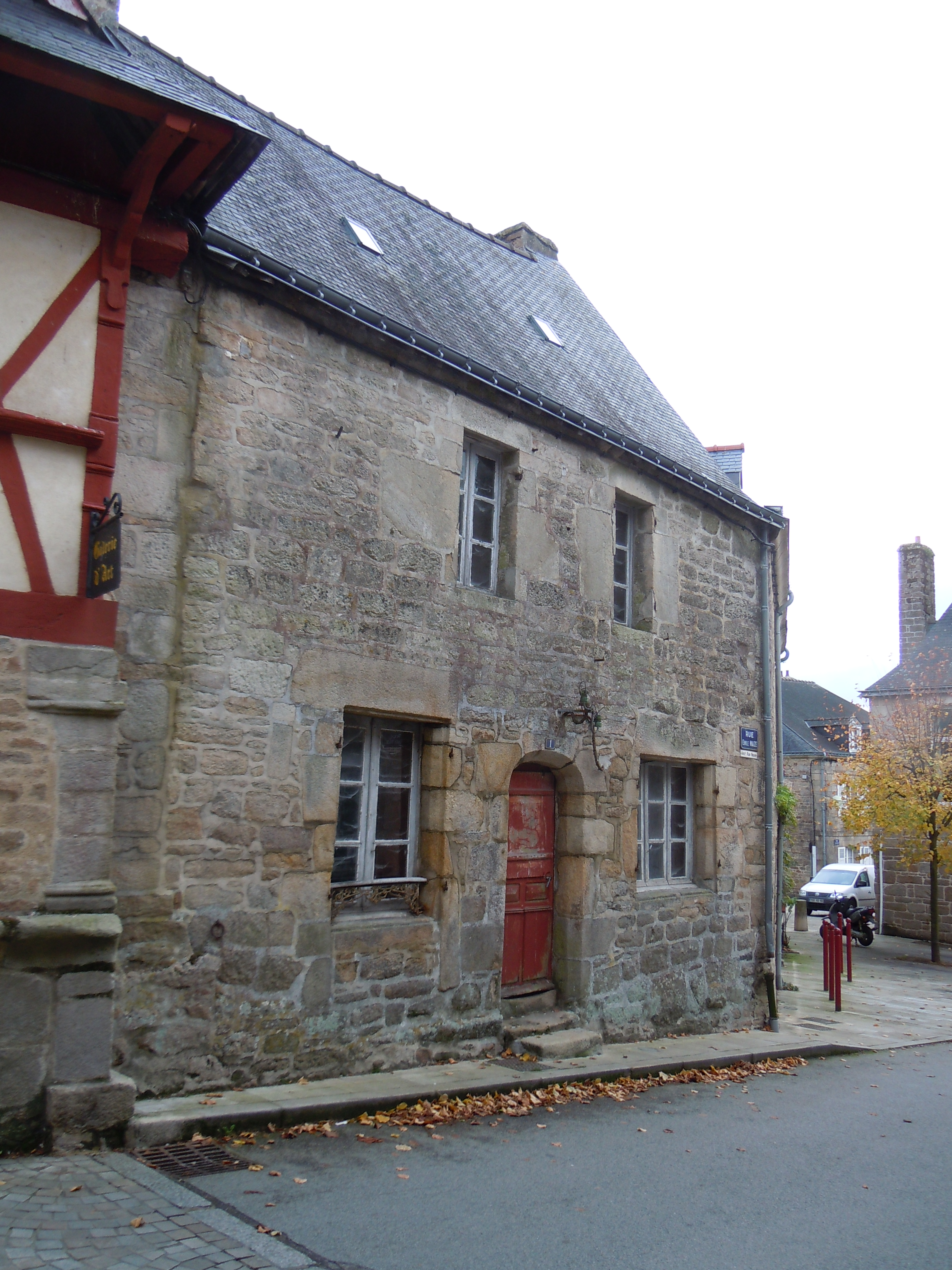
Altes Haus, Rue Mazé 1
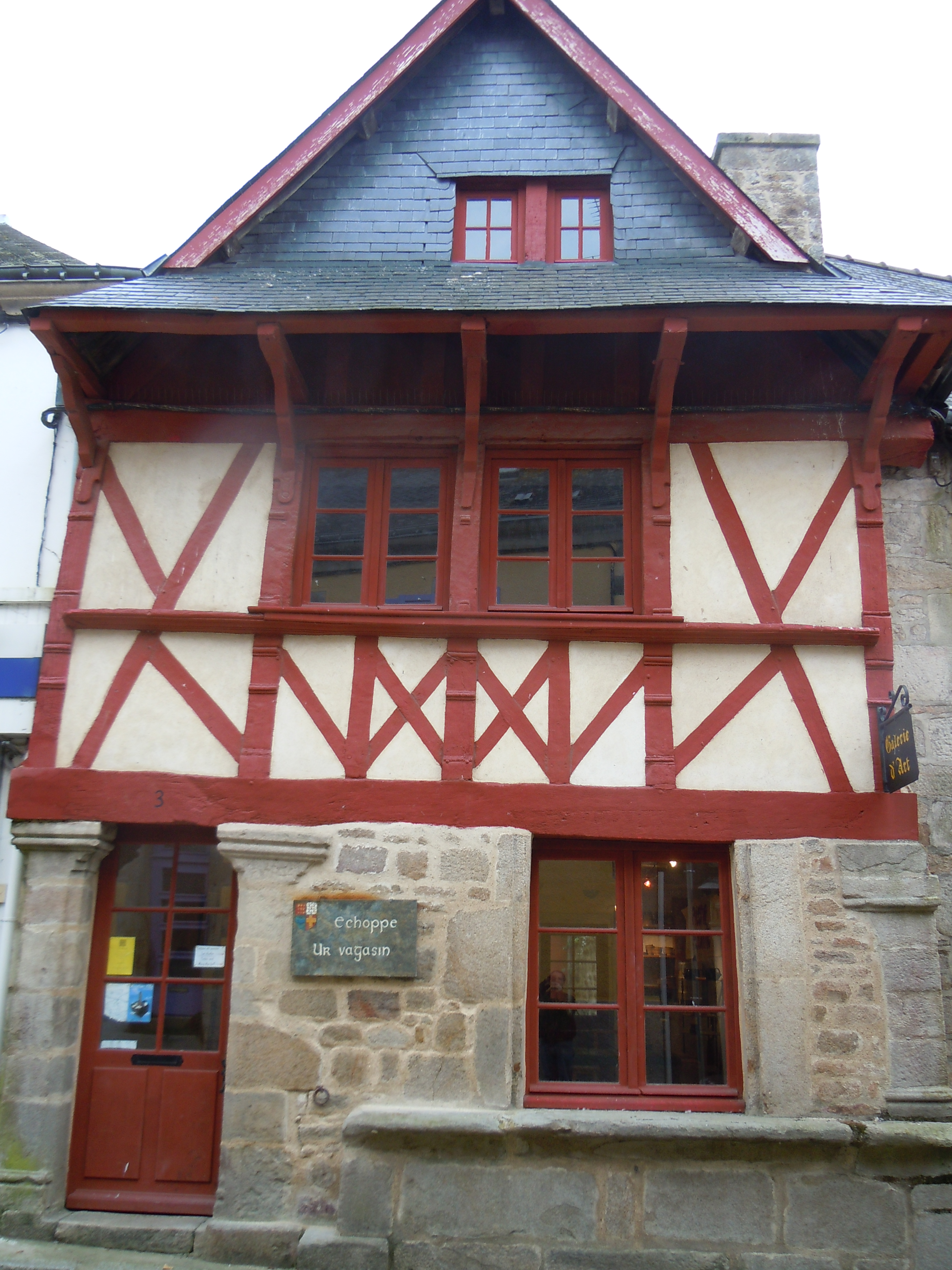
Altes Haus, Rue Mazé 3
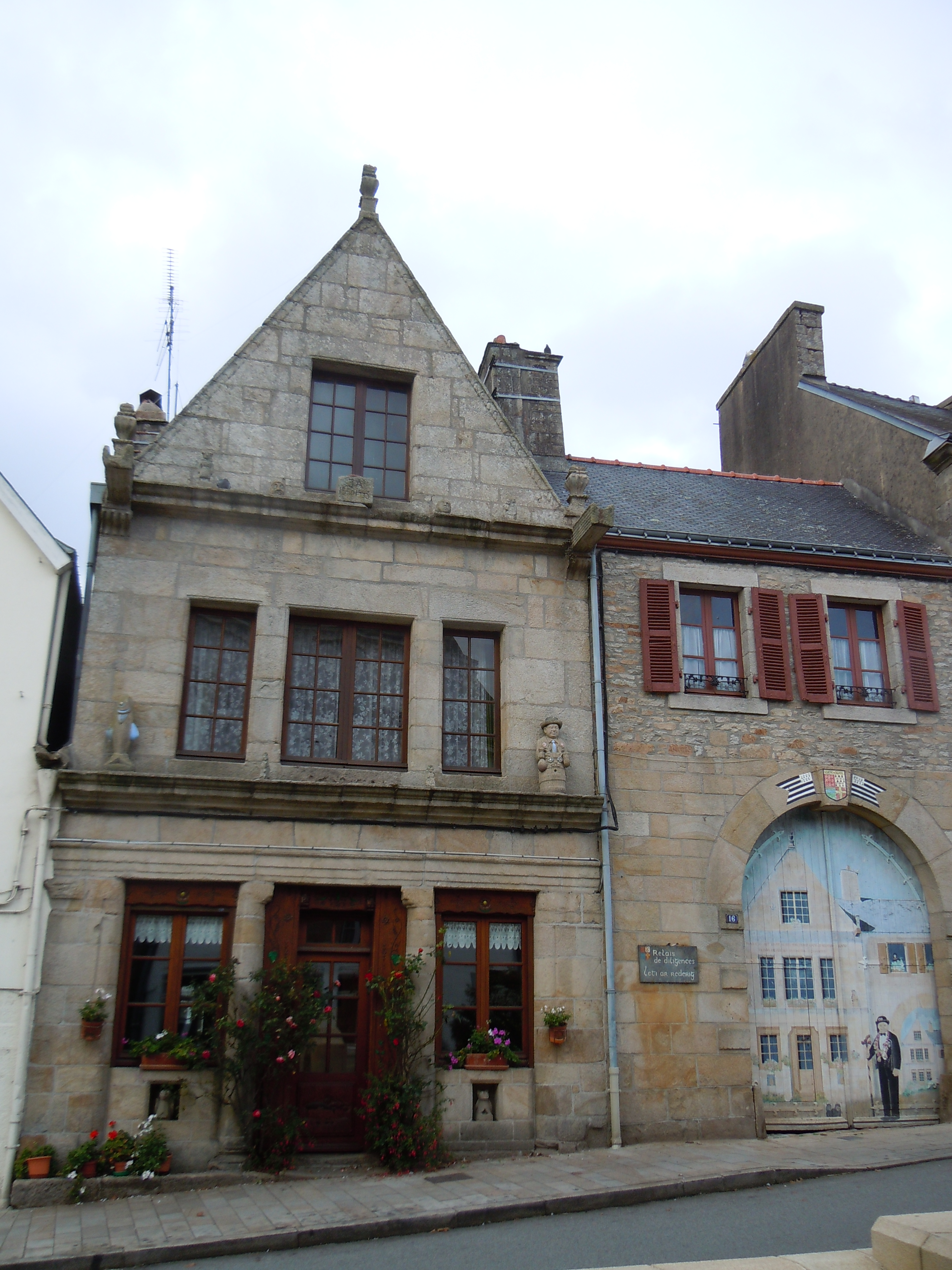
Ehemalige Postkutschen-Wechselstation
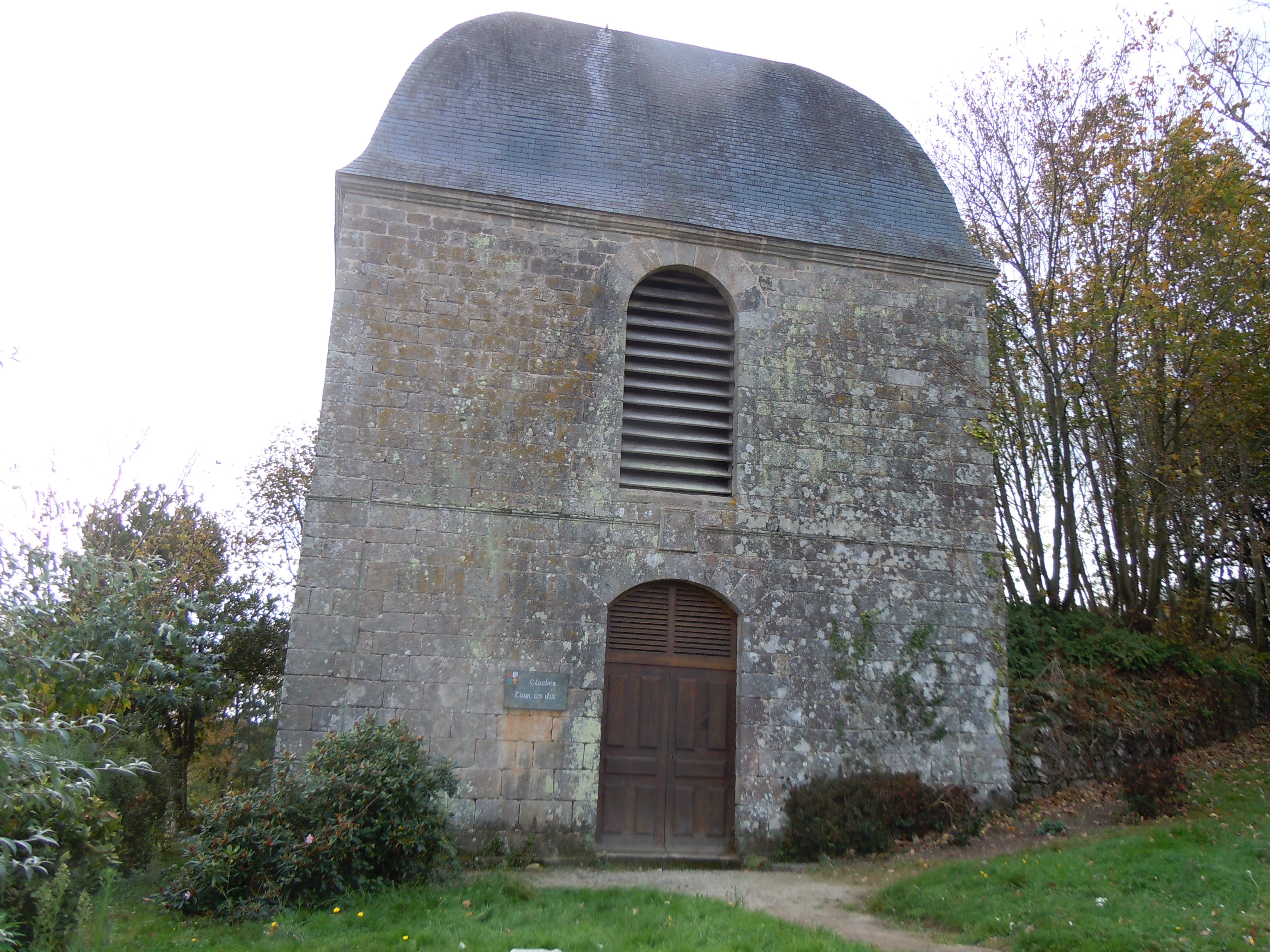
Glockenturm
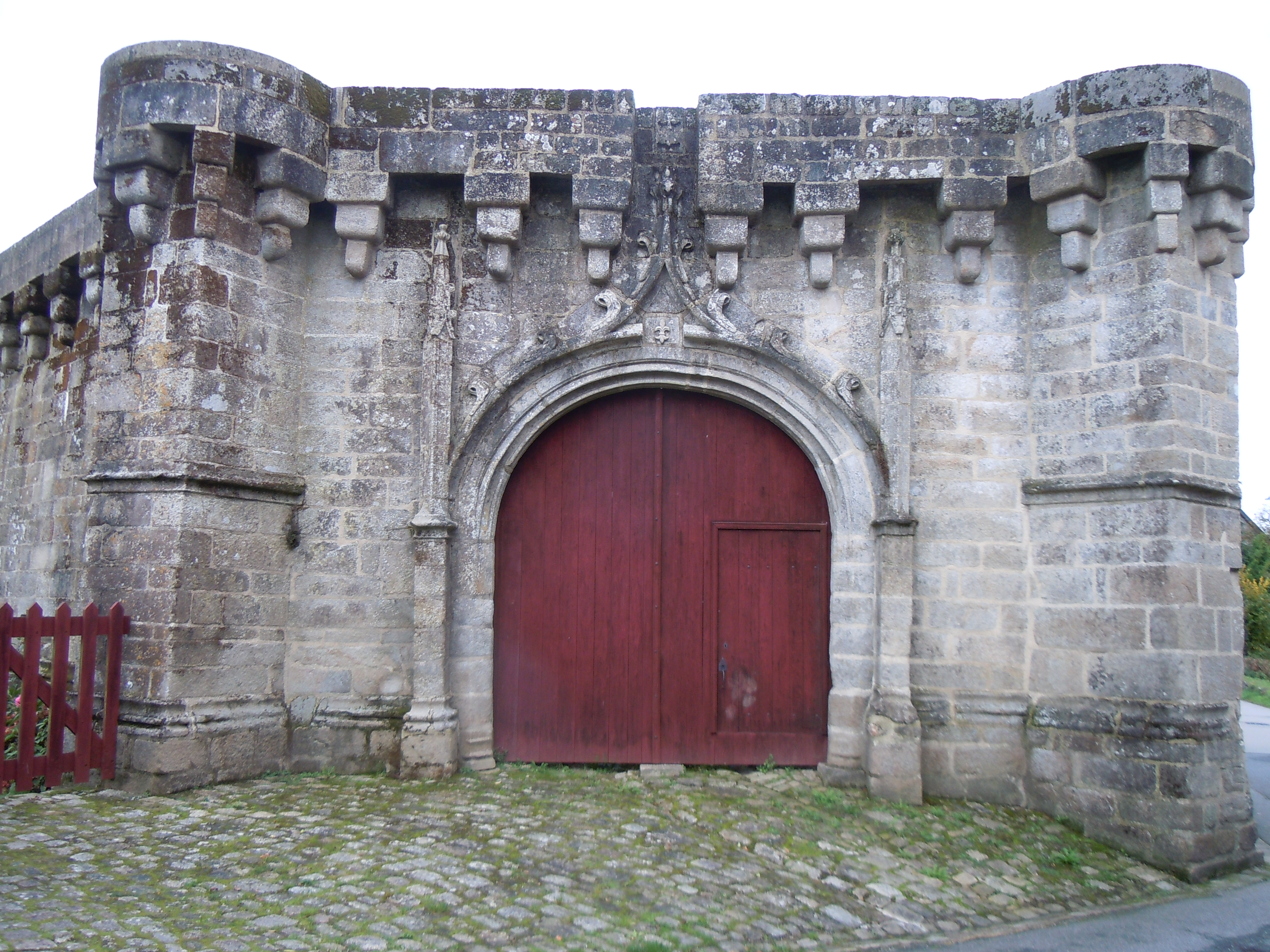
Porte des Rohans (Eingangstor) der Schlossruine
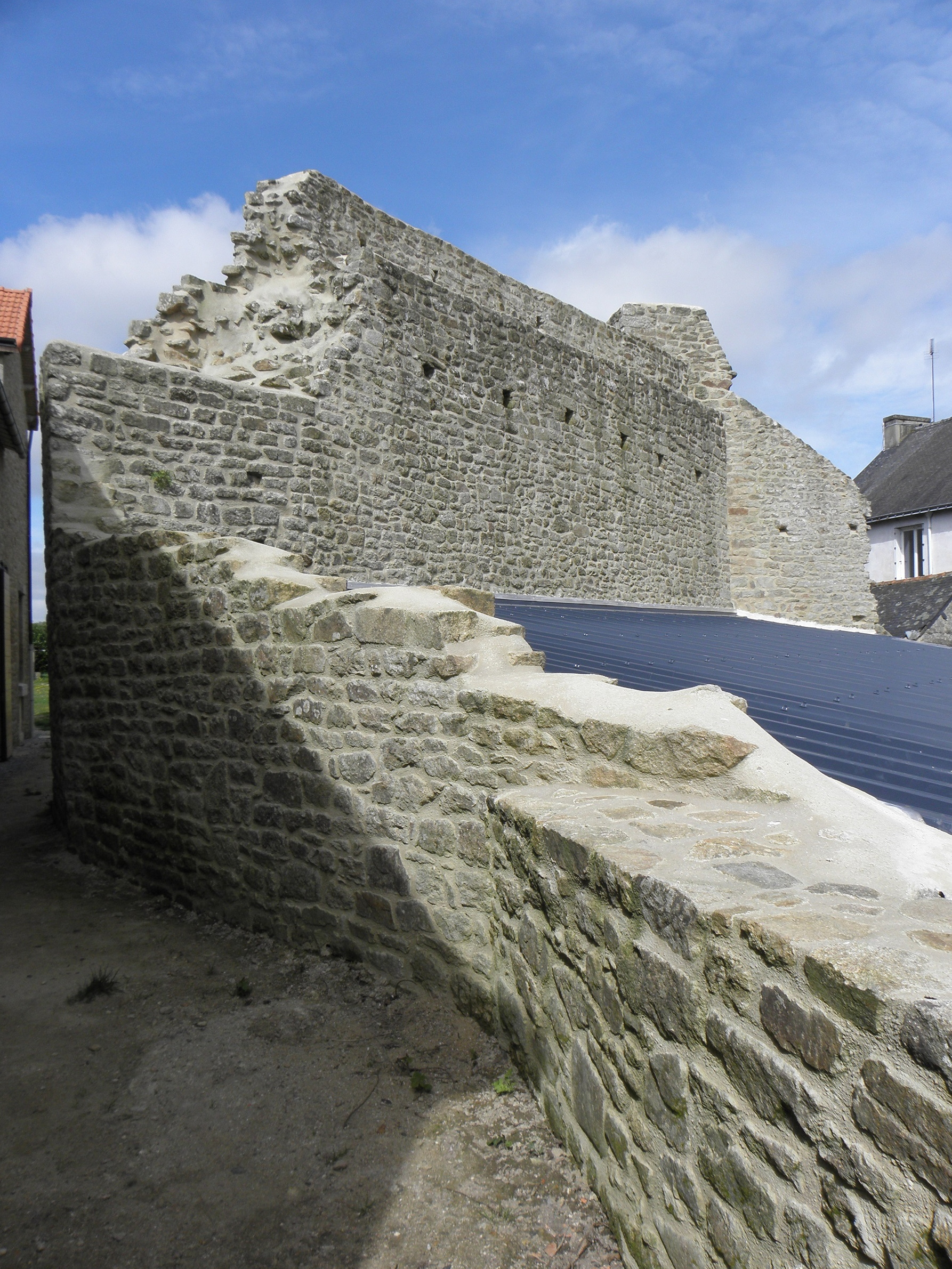
Schlossruine

## Persönlichkeiten
- Louis VI. de Rohan (1540–1611), Adliger, erster Prince de Guémené
- Hippolyte Magloire Bisson (* 1796), in Guémené geboren
- Pierre Le Bigaut (* 1959), Radrennfahrer